# Bình phương tối thiểu có trọng số
Trong các ngành thống kê và tối ưu hóa, bình phương tối thiểu có trọng số là một phương pháp mở rộng của bình phương tối thiểu.
Mục đích của phương pháp, tương tự như bình phương tối thiểu, là tìm hàm f(x) khớp nhất với các dư liệu đo đạc (xi, yi) với i = 1, 2,.., n:
f(xi) ≈ yi
Hàm f phụ thuộc vào các tham số pj với j = 1, 2,.., m. Tương tự như bình phương tối thiểu, nội dung của phương pháp là tìm các tham số pj để thu được một biểu thức thể hiện sai khác nhỏ nhất giữa f và dữ liệu. Khác với bình phương tối thiểu, trong phương pháp bình phương tối thiểu có trọng số, thay vì dùng:
{\displaystyle \chi ^{2}=\sum _{i=1}^{n}(y_{i}-f(x_{i}))^{2}.}
Người ta thêm vào biểu thức các "trọng số" thể hiện độ tin cậy của từng điểm đo đạc:
{\displaystyle \chi ^{2}=\sum _{i=1}^{n}w_{i}(y_{i}-f(x_{i}))^{2}.}
Thông thường, wi được đặt bằng nghịch đảo phương sai của từng điểm đo:
{\displaystyle w_{i}=1/\sigma _{i}^{2}.}
Nghĩa là điểm đo đạc càng chính xác (phương sai càng nhỏ) thì có trọng số càng cao trong biểu thức.